# کردفان شمالی
کردفان شمالی (به عربی: ولایة شمال کردفان) یک ایالت در سودان است که در مرکز این کشور واقع شده‌است.

## خصوصیات
کردفان شمالی ۱۸۵٬۳۰۲ کیلومترمربع مساحت و ۲٬۵۲۹٬۳۷۰ نفر جمعیت دارد.